# Altdorfi Emma
Altdorfi Emma, más néven Hemma (808 – 876. január 31.) keleti frank királyné, Német Lajos felesége volt.
Apja, Welf, Altdorf grófja volt, anyja pedig Szász Heilwig (kb. 775-kb. 833), Isanbart gróf lánya. Nővére, Judith, I. Jámbor Lajos császár második felesége és a frankok császárnéja volt.
827-ben Regensburgban Emma hozzáment Német Lajoshoz, Jámbor Lajos fiához és Judith mostohafiához. 827-től 843-ig Bajorország királynéja, majd a Verduni szerződésnek köszönhetően német királyné lett. Férjétől kapta a Kloster Obermünstert Regensburgban 833-ban.
Tehetséges és bátor asszonyként őrizte meg a történelem. Állítólag még egy sereget is vezetett Adelchis ellen, amikor az fellázadt Német Lajos ellen.
876. január 31-én halt meg és a Szent Emmeran templomban temették el Regensburgban.
Lajostól hét gyermeke született:
- Hildegard (828-856)
- Karlmann (829-880)
- Ermengard (?-866)
- Gisela
- Ifjabb Lajos (830-882)
- Bertha (?-877)
- III. Kövér Károly (839-888)